# Psalm 106
Psalm 106 – jeden z utworów zgromadzonych w biblijnej Księdze Psalmów. W systemie numeracji stosowanym w greckiej Septuagincie i łacińskiej Wulgacie psalm ten jest psalmem 105.
Psalm ten identyfikuje się również często przez łaciński incipit Confitemini Domino, quoniam bonus. Utwór liczy 48 wersetów.

## Tekst psalmu i jego interpretacja
Psalm 106 wraz z poprzedzającym go Psalmem 105 są jakby antytetycznym dyptykiem, w Psalmie 105 ukazane jest potężne działanie Jahwe, w 106 grzeszność człowieka. Prawdopodobnie początkowo oba psalmy stanowiły część mniejszego zbioru wraz z psalmami: 107, 111–118, 135–136 oraz 146–150 (psałterz Hallelu). Oba też mają wymowę podobną do Psalmu 78, który przez autorów natchnionych określony został jako „pieśń pouczająca” (hebr. ‏מַשְׂכִּיל‎). Dzięki refleksji nad zbawczą historią narodu wybranego, inspirowanej Księgą Powtórzonego Prawa i Księgą Liczb, Izrael pobudzony zostaje do pokuty, oskarża się przed Bogiem z grzechów zbiorowych. Psalm nie posiada superskrypcji określającej zalecenia dotyczące wykonania czy autorstwo. Wersety 1–5 oraz 48 pełnią funkcję swego rodzaju ramy liturgicznej dla historycznego psalmu.
W Psalmie 106 siedmiokrotnie wymienione zostaje imię Jahwe (hebr. ‏יהוה‎; w. 1, 4, 25, 34, 40, 47 i 48).
Redaktorzy polskich wydań Biblii opatrzyli Psalm 106 następującymi nagłówkami sugerującymi jego interpretację: niewierność ludu wybranego (Biblia poznańska), niewdzięczność ludu wybranego (Biblia Tysiąclecia), spowiedź narodowa (Biblia jerozolimska).
Trzon psalmu stanowi przywołanie kolejnych ciągłych grzechów społeczności sprzeniewierzającej się Bogu.
| Wersety      | Wydarzenie/grzech                                                                | Odwołanie w Biblii            |
| ------------ | -------------------------------------------------------------------------------- | ----------------------------- |
| Ps 106,7–11  | szemranie nad Morzem Czerwonym: chcą służyć Egipcjanom, a nie umierać na pustyni | Wj 14,10-12                   |
| Ps 106,14    | szemranie z głodu na pustyni Sin                                                 | Wj 16,1–3                     |
| Ps 106,16–18 | bunt przeciw Mojżeszowi i Aaronowi pod wodzą Koracha                             | Wj 16,1–3; Lb 16,1–16         |
| Ps 106,19–20 | ulanie złotego cielca pod Horebem                                                | Wj 32,1–10; Pwt 9,12–20       |
| Ps 106,24–25 | wzgardzenie Ziemią Obiecaną                                                      | Lb 13,25–14,4                 |
| Ps 106,28    | uczestnictwo w kulcie Baala w pobliżu góry Peor, w Moabie                        | Lb 25,1–4                     |
| Ps 106,32    | szemranie z pragnienia w Meriba (Refidim)                                        | Wj 17,1–7; Lb 20,1–13         |
| Ps 106,37–39 | składanie dzieci w ofierze na cześć Molocha w Tofet                              | Pwt 32,17; 2 Krl 16,3; Ba 4,7 |

W wersecie 48 znajduje się doksologia kończąca „czwartą księgę” zbioru. Septuaginta umieszcza kończącą Psalm 106 aklamację Alleluja na początku „piątej księgi”, w pierwszym wersecie Psalmu 107.

## Użycie w liturgii chrześcijańskiej
W rzymskiej liturgii godzin zreformowanej po soborze watykańskim II Psalm 106 odmawiany jest w Godzinie czytań w sobotę drugiego tygodnia brewiarza z trzema własnymi antyfonami, ale poza okresem zwykłym. W nagłówku redaktorzy zasugerowali interpretację: „Niewdzięczność ludu wybranego”. Jako krótki komentarz kursywą zacytowany został Pierwszy List do Koryntian: „Spisane to zostało ku pouczeniu nas, których dosięga kres czasów” (1 Kor 10,11).